# Bulgariens försvarsmakt

Heraldiskt vapen för Bulgariens försvarsministerium.

Bulgariens försvarsmakt har tre vapenslag: armén, marinen och flygvapnet. 

## Styrka
Försvaret, som 2004 bygger på selektiv värnplikt med en första tjänstgöring om nio månader, omfattar 45 000 man med ca 300 000 man i reserv.  Halvmilitära säkerhetsstyrkor uppgår till 16 000 man, därtill kommer 18 000 man för järnvägs- och övrigt konstruktionsarbete. 

## Armén
Armén har 25 000 man med fem mekaniserade brigader.
- Stridsvagnar: 590
- Pansarskyttefordon: ~1250
- Stridsfordon (t.ex. (M)ICV): ~200
- Lätt pansar: ~700
- Pansarvärnsfordon: 24
- Bogserat artilleri: 529
- Självgående artilleri: ~600
- Luftvärnsrobotar: 208
- Luftvärnsartilleri: ~350

## Marinen

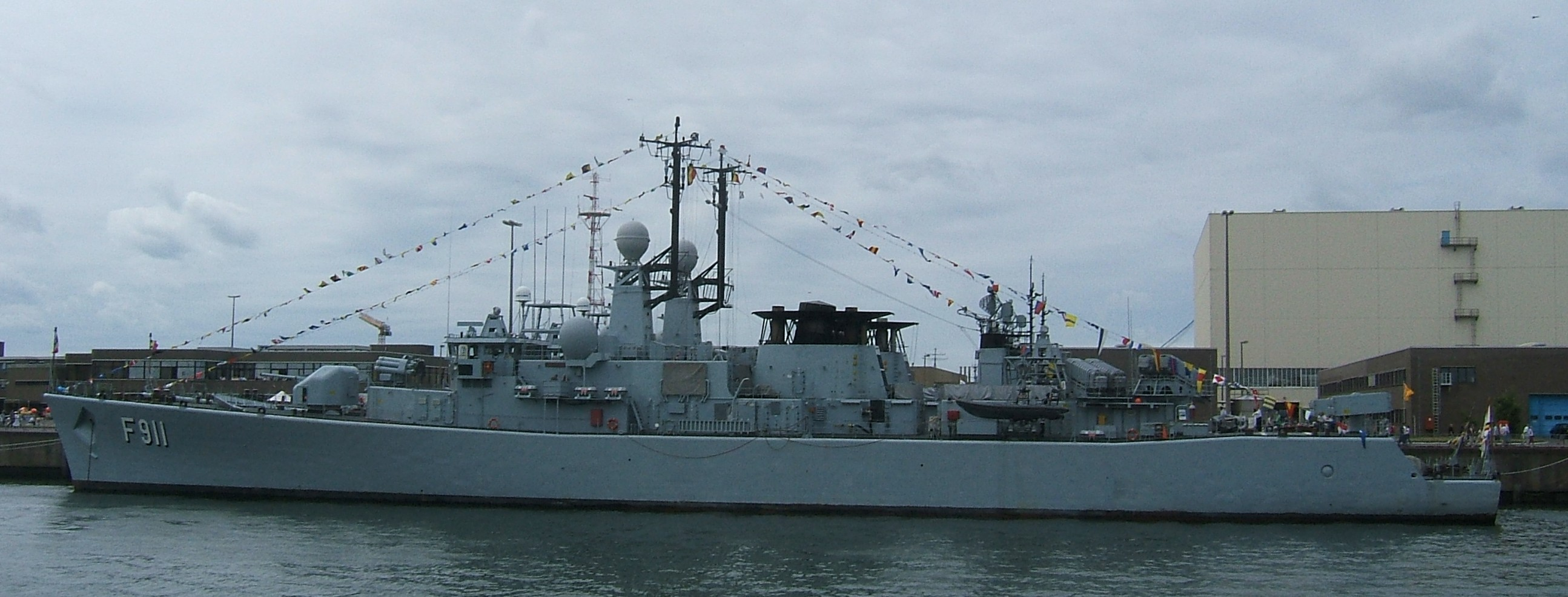
Fregatt av Wielingenklass

Marinen omfattar 4 400 man med en ubåt, tre fregatter, 23 patrullbåtar, två landsättningsfartyg och ett marinflyg med ca tio stridshelikopter m.m. De har två större baser, ВМБ Варна (VMB Varna) i Varna och ВМБ Бургас (VMB Burgas), Atiya i Burgas. För att möta NATO-krav (Bulgarien är medlem i NATO) så köpte man in BNS Wandelaar (F-912) av Wielingenklass fregatt, som döptes om till BG Drazki,trots att landet inte självt har ett stort behov av dylikt fartyg. De har tre liknande skepp. Därtill har de köpt Tsibar som är ett minjaktsfartyg av Tripartiteklass. De har även tre missilkorvetter av Reshitelni, Mlniya och Beaudry. 

## Flygvapnet

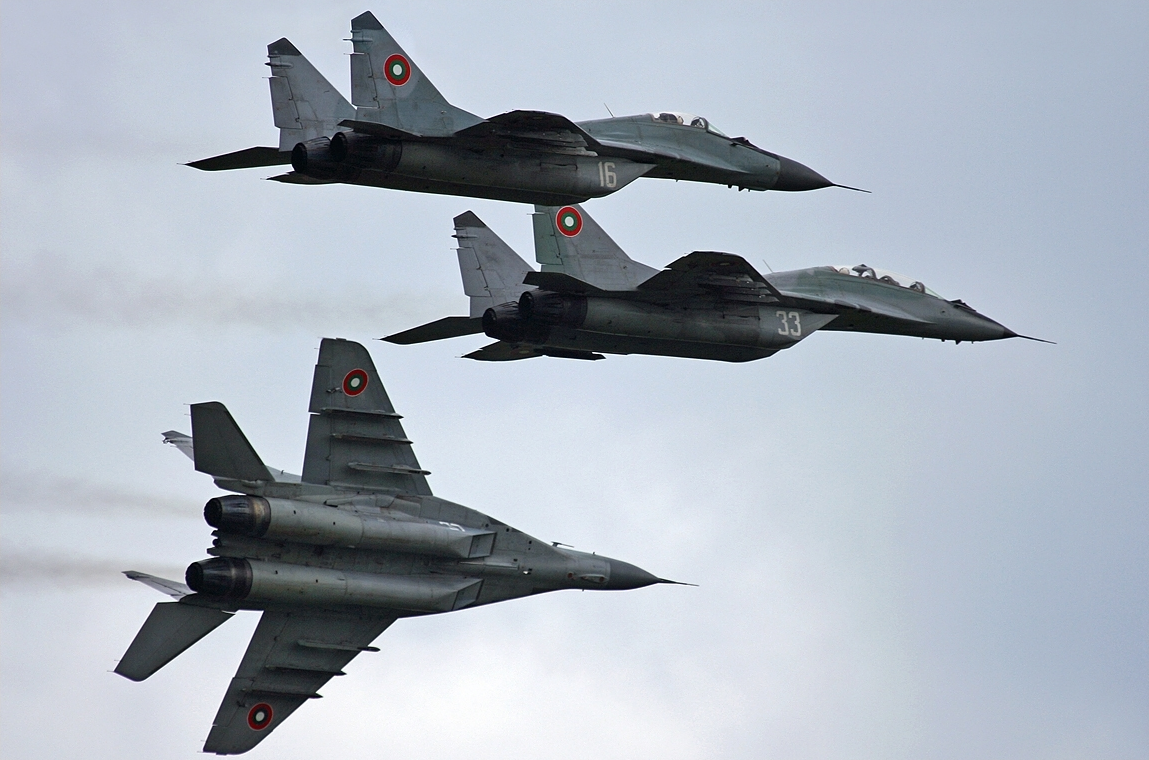
Bulgariska Mig-29:or

Efter Kalla kriget begränsades Bulgariens flygvapen till 226 flygfarkoster. Dess Mig-25-jaktplan avvecklades från 1991.
Från tidigt 2000-tal har landet försökt omstrukturera sin försvarsmakt och därvid har stora ansträngningar gjort för att hålla flygvapnets flygfarkoster i flygbart skick. År 2015 togs den sista Mig 21:n ur drift, varefter jakt- och attack-styrkan enbart bestod av Mig-29 och SU-25. Omkring 16 Mig-29 moderniserades för att hålla NATO-standard.
Bulgarien har idag en jaktplansflotta på 15 ryska Mig-29.
En order har lagts på åtta amerikanska F-16. En order på ytterligare åtta exemplar övervägdes i september 2022.
Av stridsflygplanen var ursprungligen 40 attackflygplan av den sovjetiska typen SU-25 (med NATO-beteckning "Frogfoot", vilka köptes 1986–1988. Ett antal flygplan har senare sålts eller på annat sätt avvecklats. Av återstående tio flygplan, tillverkade 1987–1988, genomgick åtta i slutet av 2010-talet en modernisering och livstidsförlängning i Belarus till 40 år, med syfte att behålla dem i tjänst under större delen av 2020-talet. De första moderniserade flygplanen levererades 2020 och de sista i februari 2022. Bulgarien är på 2020-talet den enda NATO-medlem som har SU-25.

## Övrigt
Bulgarien sökte 1997 medlemskap i Nato och blev medlem 2004. 
Med Bulgariens införande av demokrati 1990 sänktes försvarskostnaderna dramatiskt: räknat i konstantvärde var försvarskostnaden 1989 4,5 miljarder USD och 4,4 % av BNP för att 1992 gått ned till 1,5 miljarder USD och 3 % av BNP. Fram till 2013 har den årliga försvarskostnaden legat på mellan 1,4 miljarder USD och 700 miljoner USD med en tydlig sänkning efter 2008 års kris. 2013 var försvarets andel av BNP 1,6 %
Bulgarien medverkar i några av FN:s fredsbevarande insatser samt därutöver i Irak med 500 man.